# Museo del Oro Precolombino

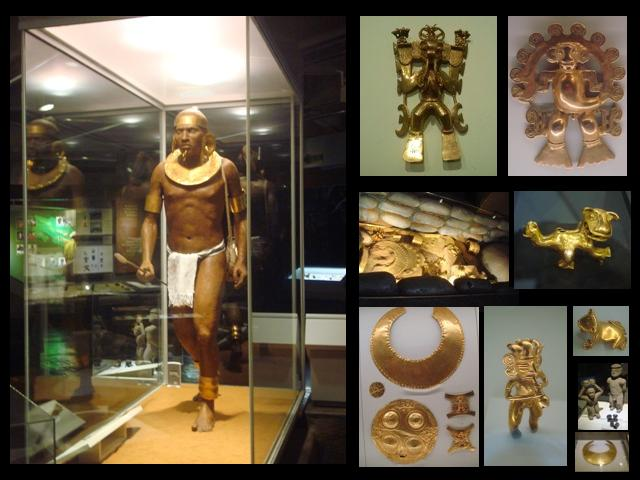
Überblick über die Sammlungen

Das Museo del Oro Precolombino in der Hauptstadt San José ist – neben dem Nationalmuseum – das bedeutendste Museum des mittelamerikanischen Staates Costa Rica. Es beherbergt auch eine numismatische Abteilung.

## Lage
Das Museum befindet sich einem unterirdischen Gebäudeteil der Banco Central de Costa Rica an der Plaza de la Cultura im Zentrum 
der ca. 1160 m hoch gelegenen Stadt San José.

## Geschichte
Das im Jahr 1950 gegründete Museum befand sich zunächst im Hauptgebäude der Banco Central de Costa Rica. Der Neubau wurde im Jahr 1982 eingeweiht.

## Sammlungen

### Präkolumbische Epoche
Das Museum bildet den Rahmen für die Funde der Diquís-Kultur, der bedeutendsten präkolumbischen Kultur des Landes. Noch ist nicht abschließend geklärt, ob die ca. 4000 archivierten Stein-, Keramik- und Goldfunde allesamt derselben Kulturepoche zuzurechnen sind – eine grobe Datierung nennt allein für die ca. 1600 Goldobjekte den Zeitraum von ca. 500 bis 1500 n. Chr.

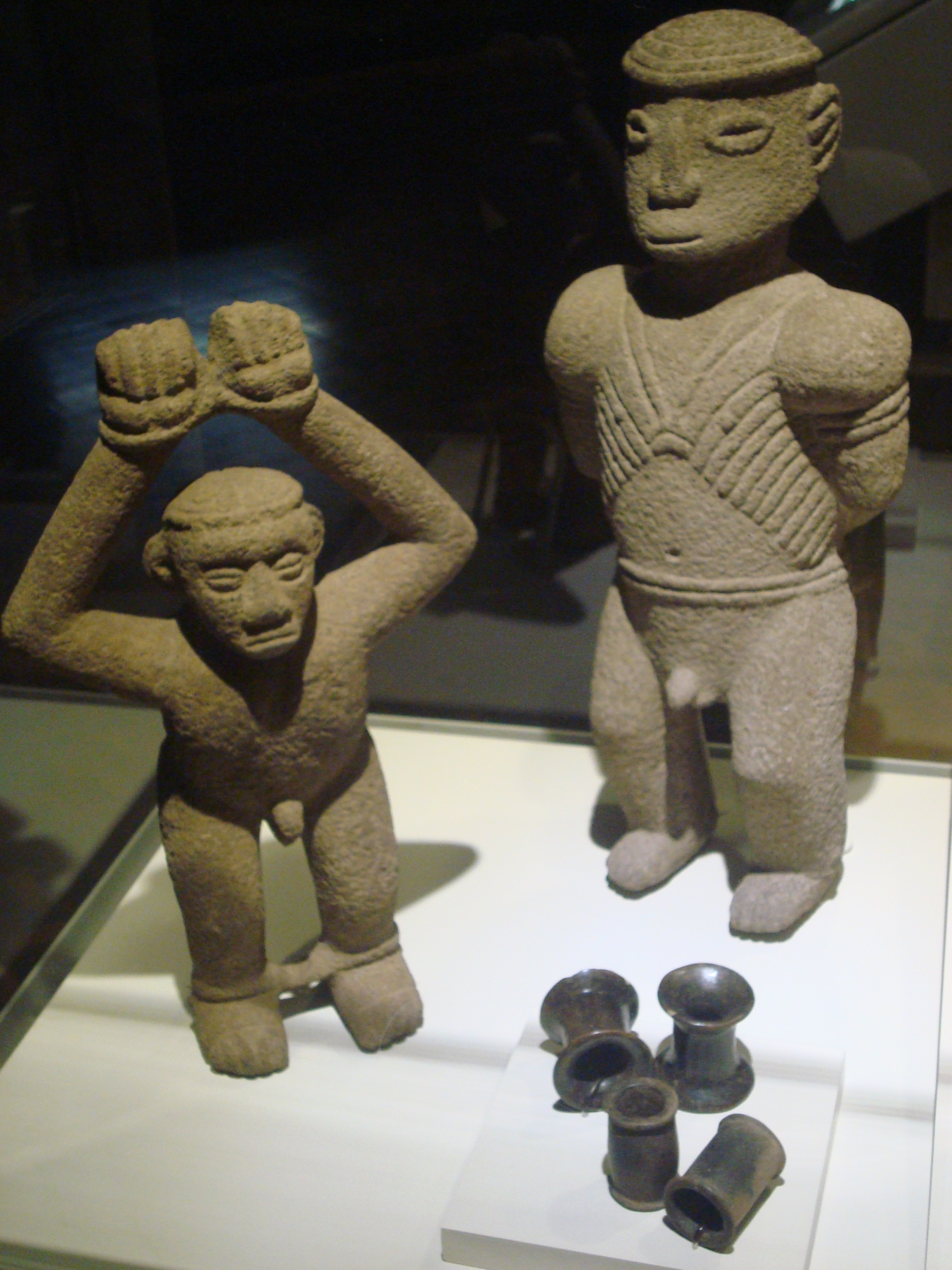
Krieger und Gefangener
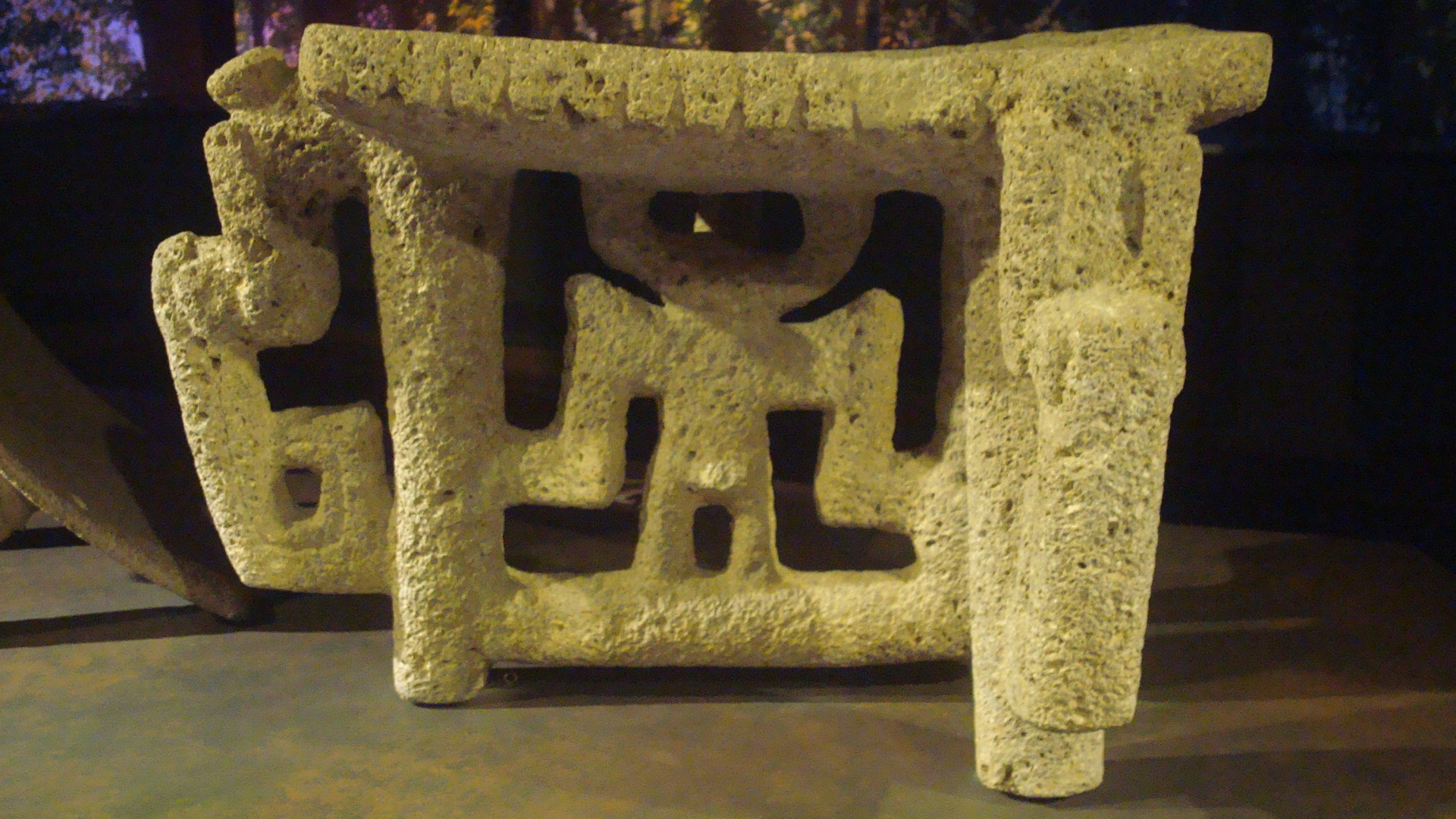
Reibstein (metate) mit Figur
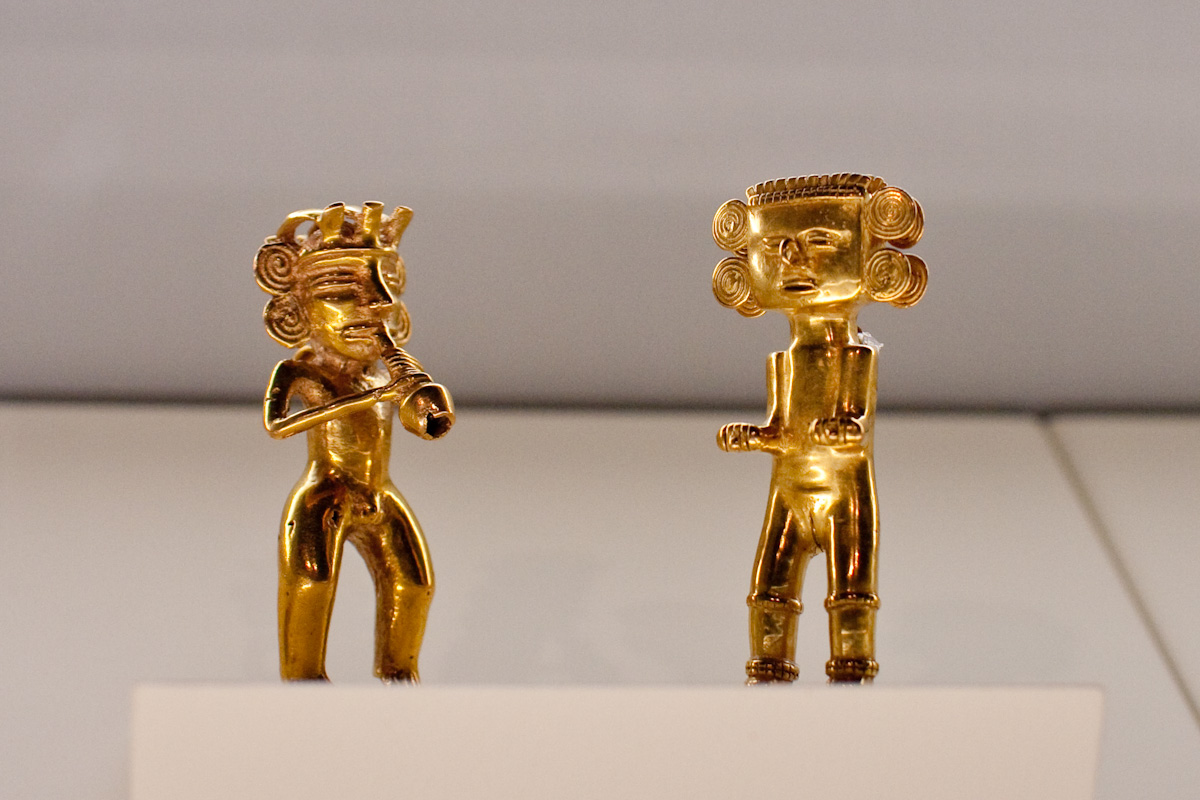
Männliche und weibliche Figur
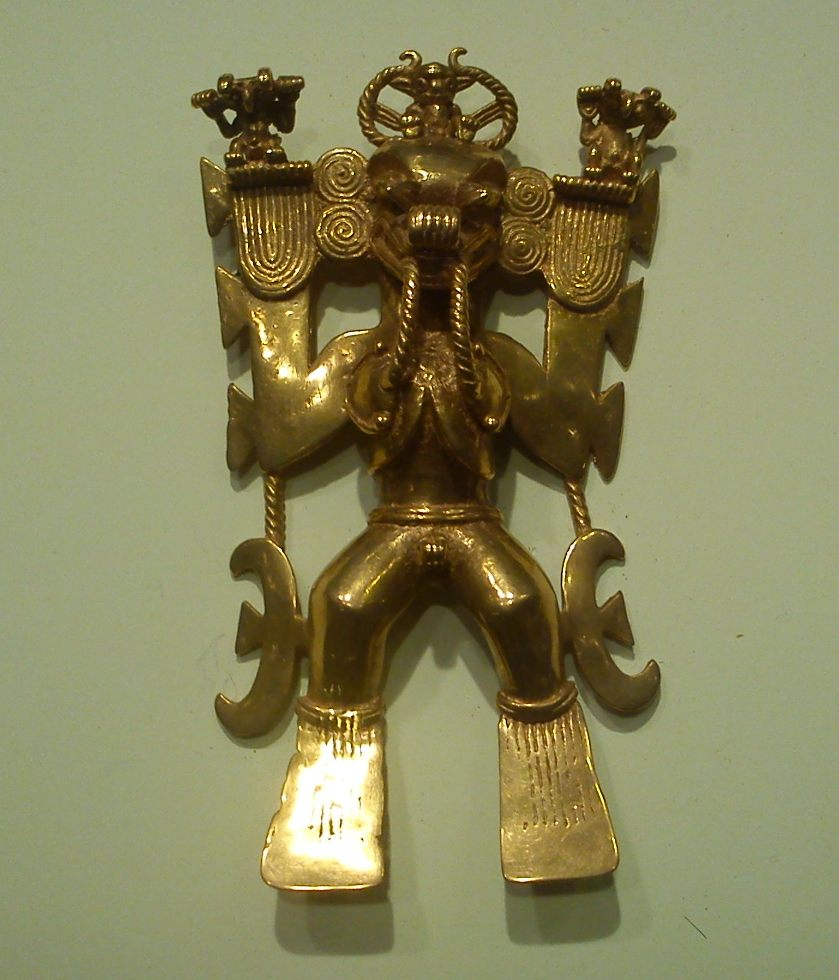
Indianischer Schamane
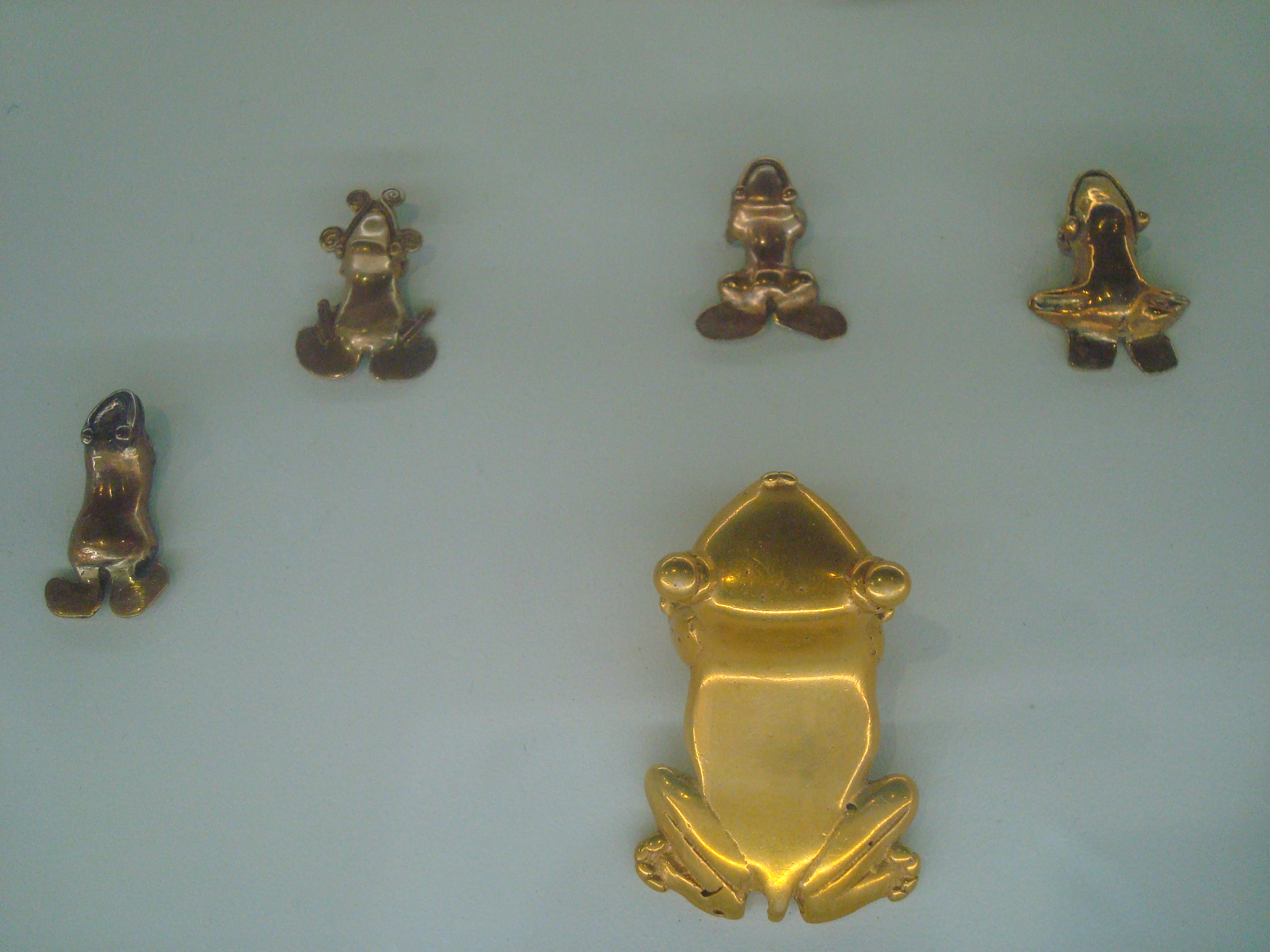
Frösche

### Malerei und Skulpturen
Das Museum beherbergt eine kleine Abteilung mit Gemälden und Skulpturen des 19. und 20. Jahrhunderts.